# Schausia leona
Schausia leona là một loài bướm đêm trong họ Noctuidae.